# Stockholms sjömanshem (byggnad)

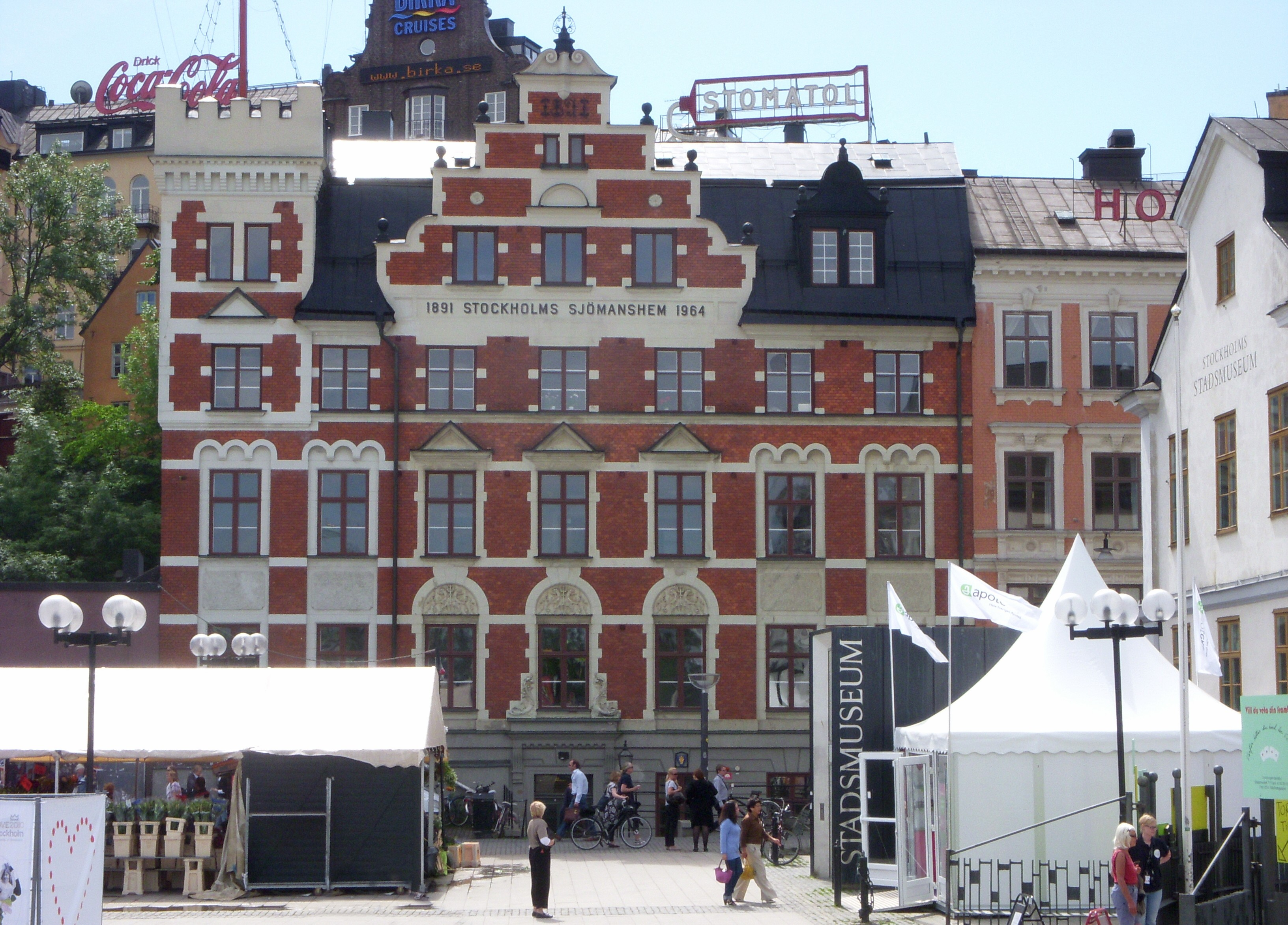
Gamla "Stockholms sjömanshem", 2010

Stockholms sjömanshem, även kallad Fengerska huset, är en byggnad på Peter Myndes backe 3 vid Ryssgården på Södermalm i Stockholm. Huset uppfördes 1647 av borgaren Lars Mårtensson Remmare. Mellan 1891 och 1964 var byggnaden hemvist för Stiftelsen Stockholms sjömanshem. Byggnaden är blåklassad av Stadsmuseet i Stockholm, vilket innebär att bebyggelsen har "synnerligen höga kulturhistoriska värden" motsvarande fordringarna för byggnadsminnen.

## Historik
Omkring sekelskiftet 1700 ombyggdes husets yttre och 1785 husets inre delar. När Södra tunneln anlades under Södermalm på 1860-talets slut lyckades man att bevara Fengerska huset men källarvåningen revs. Byggnaden står rakt över Sammanbindningsbanans tunnelöppning.
Huset fick sitt nuvarande utseende vid en omfattande ombyggnad år 1891 då lokalerna för Stockholms sjömanshem iordningställdes. Arkitekten Edward Ohlsson ansvarade för fasadens omformning medan planritningarna signerades av F C Nyman.
Vid byggandet av tunnelbanestationen Slussen i mitten på 1950-talet revs västra delens halva bottenvåning. I övrigt har byggnaden i stort sett den utformning den fick vid ombyggnaden 1891. Byggnaden med sin röda tegelfasad och fasadtext "1891 Stockholms Sjömanshem 1964" samt ett krenelerade hörntorn med en fartygsmast på toppen är ett välkänt inslag i Stockholms stadsbild.
Ett annat känt inslag i stadsbilden är Stomatolskylten som sattes upp 1933 bakom sjömanshemmets tak.